# Ryan White
Ryan Wayne White (6 tháng 12 năm 1971 – 8 tháng 4 năm 1990) là một thiếu niên người Mỹ từ Kokomo, Indiana, người trở thành hình tượng trẻ quốc gia về HIV/AIDS ở Hoa Kỳ sau khi trường học cấm anh tham gia các lớp học sau khi được chẩn đoán mắc bệnh AIDS. Là một người mắc bệnh máu khó đông, anh bị nhiễm HIV do điều trị bằng yếu tố VIII trong máu bị nhiễm và khi được chẩn đoán vào tháng 12 năm 1984, anh được cho rằng chỉ sống thêm sáu tháng. Các bác sĩ cho biết anh không gây rủi ro cho các học sinh khác, vì AIDS không phải là bệnh lây truyền qua không khí và chỉ lây lan qua chất dịch cơ thể, nhưng công chúng vào thời điểm đó vẫn chưa hiểu rõ về AIDS. Khi White cố gắng trở lại trường học, nhiều phụ huynh và giáo viên ở Quận Howard đã phản đối việc cậu đi học vì lo ngại không chính đáng về việc căn bệnh này sẽ lây lan sang các học sinh và nhân viên khác. Một quy trình kháng cáo hành chính kéo dài đã diễn ra sau đó và tin tức về cuộc xung đột đã biến White trở thành một người nổi tiếng và người ủng hộ nghiên cứu và giáo dục cộng đồng về AIDS. Gây ngạc nhiên cho các bác sĩ của mình, Ryan White đã sống lâu hơn 5 năm so với dự đoán. Anh qua đời vào ngày 8 tháng 4 năm 1990, một tháng trước khi tốt nghiệp trung học.
Trong thập niên 1980, AIDS phần lớn bị kỳ thị là căn bệnh ảnh hưởng đến cộng đồng đồng tính nam. Ở Mỹ, nhận thức đó đã thay đổi với sự tập trung của các phương tiện truyền thông vào White và những người nhiễm HIV dị tính nổi bật khác như Magic Johnson, Arthur Ashe và anh em nhà Ray, mặc dù những trường hợp này thường được đóng khung là "vô tội" còn những người đồng tính nam được xem là "có tội". Quốc hội Hoa Kỳ đã thông qua một phần quan trọng của luật phòng chống AIDS, Đạo luật Ryan White CARE, ngay sau khi White qua đời, đạo luật này đã được Tổng thống George H. W. Bush ký thành luật vào tháng 8 năm 1990. Đạo luật này đã được ủy quyền lại hai lần; các chương trình Ryan White là nhà cung cấp dịch vụ lớn nhất cho những người nhiễm HIV/AIDS tại Hoa Kỳ.

## Trong văn hóa
- Ryan White đã cùng với Ann Marie Cunningham viết cuốn sách tự sự: Ryan White: My Own Story. Autobiographie. Dial Books, New York 1991, ISBN 0-8037-0977-3.
- Nhạc sĩ Michael Jackson đã sáng tác ca khúc Gone Too Soon năm 1991 (trong album Dangerous), để tặng Ryan White. Ca khúc cũng được trình bày trong lễ nhậm chức của nguyên tổng thống Hoa Kỳ Bill Clinton năm 1993.
- Năm 1989, khi Ryan còn sống, Die Ryan White Story, một cuốn phim về cuộc đời cậu đã được thực hiện, với diễn viên Lukas Haas đóng vai chính.